# Marko (priimek)
Marko je priimek v Sloveniji in tujini. Po podatkih Statističnega urada Republike Slovenije je na dan 1. januarja 2010 v Slovenjiji uporabljalo ta priimek 370 oseb.  

## Znani slovenski nosilci priimka
- Ivan Marko (*1955), grafični oblikovalec
- Marta Kos Marko (*1965), samostojna predavateljica, diplomatka

## Znani tuji nosilci priimka
- Helmut Marko (*1943), avstrijski dirkač Formule 1